# Michele Amato Pojero
Michele Amato Pojero est un homme politique italien, né à Palerme le 4 février 1850, mort à Palerme le 17 février 1914.
Il est député de la gauche historique de 1886 à 1892 puis sénateur du royaume d'Italie, et maire de Palerme sous l'étiquette modérée entre le 18 mai 1897 et le 12 novembre 1898.

## Biographie

### Riche entrepreneur
Michele Amato Pojero est le petit-fils de l'armateur et financier Michele Pojero, consul général d'Autriche-Hongrie. Michele et son frère Giuseppe fondent la Banca Siciliana di Anticipi e Sconti.
Il préside la chambre de Commerce de Palerme entre 1885 et 1901.

### Parlementaire de gauche aux côtés de Crispi
Membre de la gauche historique, proche de Francesco Crispi, il est siège au conseil municipal au sein du groupe du marquis Ugo à partir de 1882 dont une l'une des principales personnalités.
Lors des élections législatives de 1886, les Palermitains portent au Parlement les candidats de l'opposition Paternostro, Cuccia, Crispi, Puglia et Amato Pojero.
Lors des élections politiques d'octobre 1890, le chef de gouvernement, Francesco Crispi, candidat à Palerme fait élire à ses côtés Amato Pojero, Cuccia et les avocats Antonio Marinuzzi et Angelo Muratori.
Quand Emanuele Paternò laisse la mairie de Palerme en janvier 1892, une partie de la gauche municipale propose le poste à Amato Pojero qui préfère rester député, laissant Ugo vaincre grâce à une alliance entre crispistes et rudiniens, tout en soutenant le nouvel élu face au groupe Paternò-Oliveri.
Il est nommé le 10 octobre 1892, sénateur du royaume.
Après la chute de la dernière junte de Pietro Ugo delle Favare en août 1896, Eugenio Oliveri est réélu maire par les 25 voix des crispistes partisans de Paterno appuyé du groupe de Giuseppe Pitrè, alors que les crispistes menés par Ugo s'allient aux clérico-modérés pour élire Michele Amato Pojero qui obtient 22 voix, l'aristocratie préférant miser sur un autre bourgeois enrichi par le commerce contre Oliveri.

### Maire modéré de Palerme
Démocrate lié à Crispi, il bascule ensuite dans le camp modéré à l'occasion de l'élection municipale anticipée de mai 1897. Face à la liste dominée par Oliveri et ses anciens assesseurs pour la plupart issus de l'Association constitutionnelle, la liste des modérés soutenue par le commissaire Codronchi et alliée à l'Opera dei Congressi porte Michele Amato Pojero à la tête de la mairie, qui est élu contre Oliveri par une partie de l'opposition démocrate.
Avec le retour des modérés, privés du pouvoir municipal par les disciples de Crispi depuis 20 ans, le maire s'entoure de nouveaux élus aux postes d’assesseurs et réorganise fortement l'administration douanière, les finances de la ville et les contrats de délégations de services publics. Il démissionne à cause d'une motion de défiance sur la fiscalité en novembre 1898.
Son épouse est Eleonora Chiaramonte Borbonaro, issue d'une vieille famille aristocratique sicilienne.
Il est membre de la Société sicilienne pour l'histoire de la Patrie.

## Décorations
- Ordre des Saints-Maurice-et-Lazare : chevalier, puis commandeur (3 décembre 1891), grand officier (20 janvier 1898)
- Commandeur de l'Ordre de la Couronne d'Italie